# 赫夫蘇雷蒂
赫夫蘇雷蒂（意為山谷之地）是喬治亞的一個歷史地區，位於喬治亞東部。赫夫蘇雷蒂地區地形多山，和喬治亞國內的其他地區風俗頗為不同。赫夫蘇雷蒂的宗教信仰也融合了喬治亞正教會和前基督教信仰的色彩。